# Blönduós
Die Stadtgemeinde Blönduós ['plœntʏˌouˑs] (isländisch Blönduósbær) liegt in der Region Norðurland vestra im Nordwesten Islands.
Am 1. Januar 2011 hatte die Gemeinde 904 Einwohner, davon lebten 842 Einwohner im gleichnamigen Hauptort.

## Geografie

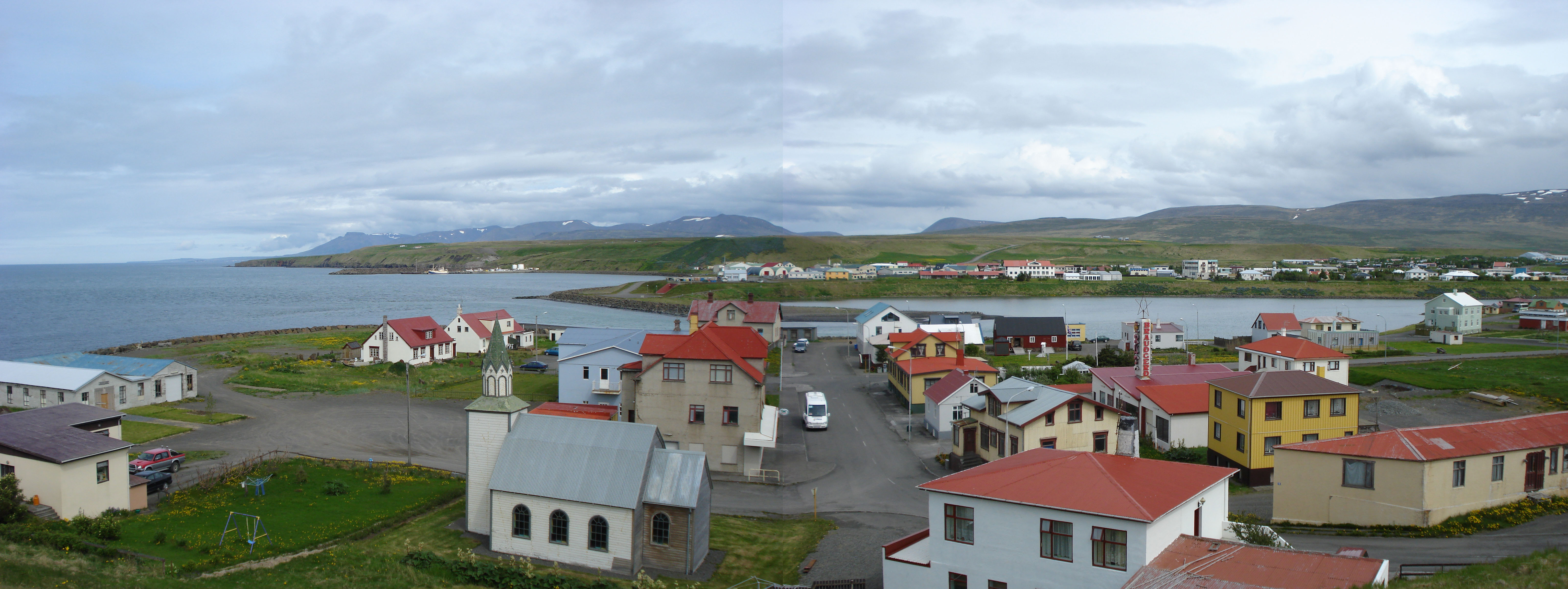
Blönduós

Die Gemeinde liegt an der Mündung des Gletscherflusses Blanda in der Bucht Húnaflói, eigentlich in deren Verzweigung, den Fjord Húnafjörður, im Westen der Halbinsel Skagi.
Rund 25 km südöstlich von Blönduós befindet sich das nördliche Ende der Kjölur, einer der Pisten, die ins Isländische Hochland führen. Der Weg streift zunächst den Stausee Blöndulón.
In einer Entfernung von rund 30 km westlich des Ortes liegt, ebenfalls direkt am Hringvegur, der Vatnsdalur mit den Erdhügeln Vatnsdalshólar.
Die Entfernung nach Reykjavík beträgt 244 km.
Umliegende Gemeinden sind im Norden Skagabyggð, im Osten Skagafjörður und im Süden und Südwesten Húnavatn.

## Name
Der Name bezieht sich auf die Lage des Ortes an der Flussmündung der Blanda und bedeutet genau dies. ós im Isländischen entspricht Flussmündung, blanda hingegen entspricht dem deutschen Wort Mischung.

## Geschichte

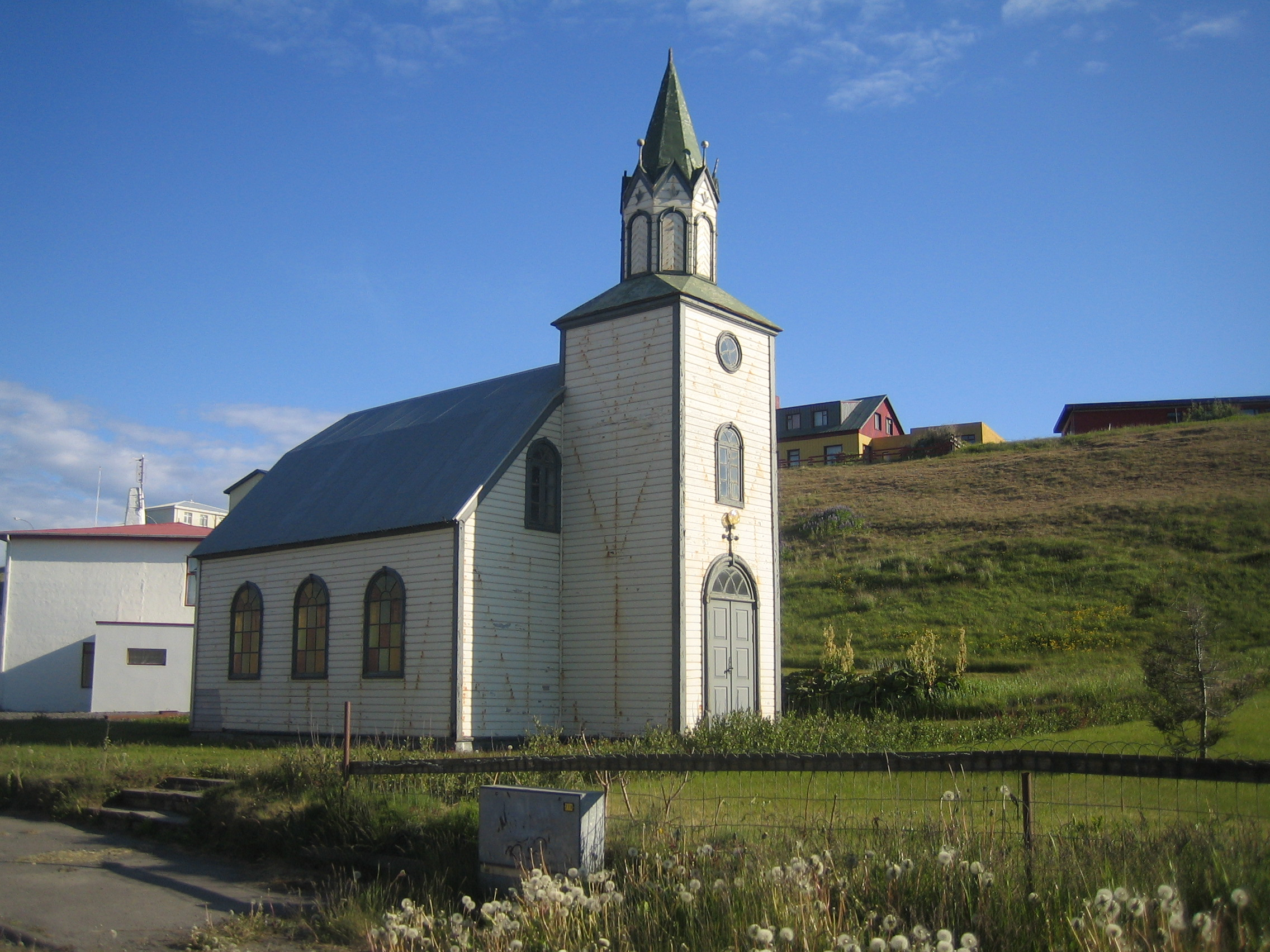
Alte Kirche in Blönduós

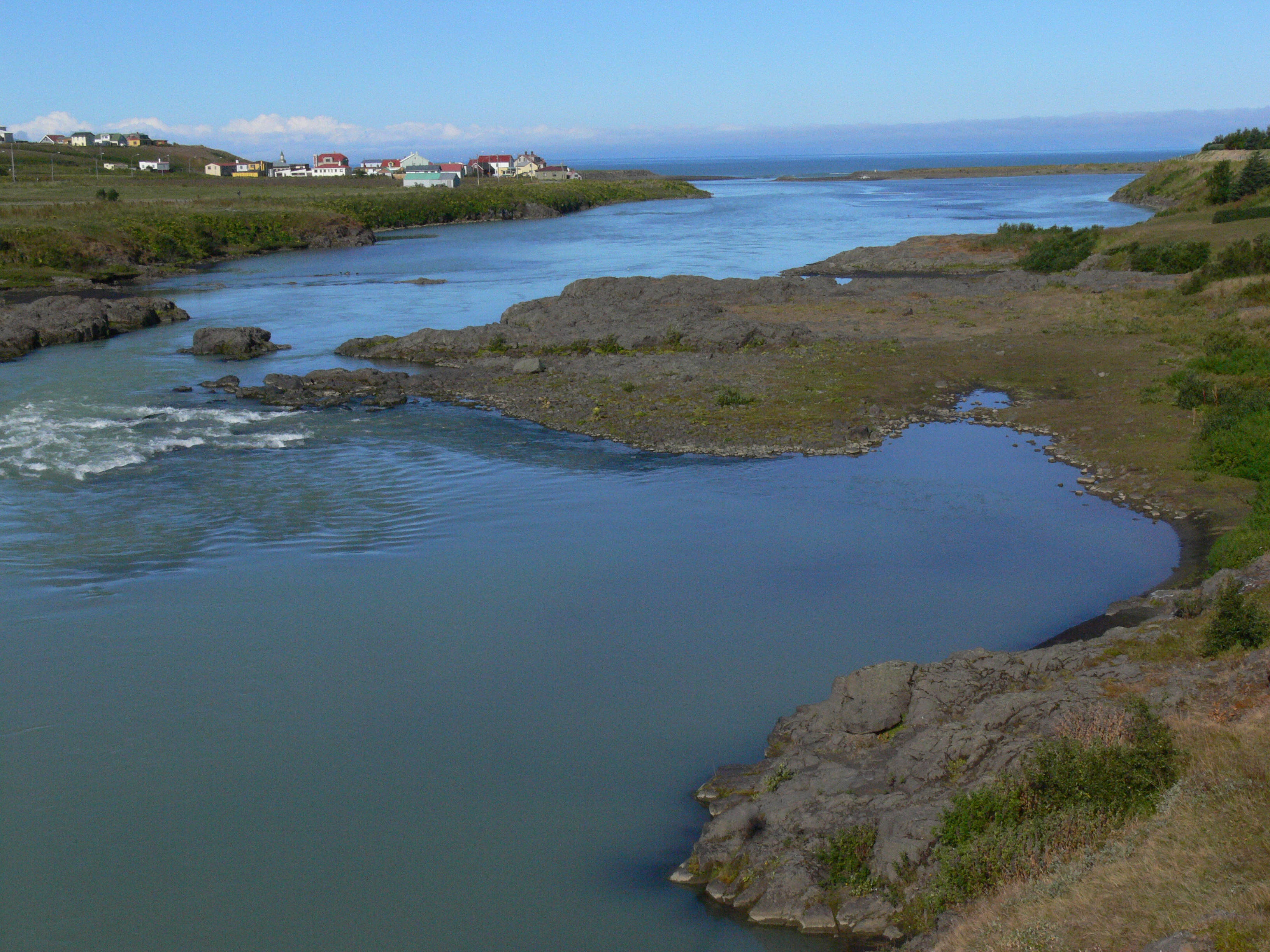
Der Gletscherfluss Blanda bei Blönduós

Schon vor dem Jahr 1000 war die Gegend von Blönduós besiedelt.
Der heutige Ort entstand in seinem westlichen Teil auf Land der Höfe Hjaltabakka und Hnjúka, in seinem östlichen auf dem des Hofes Ennis.
1875 bzw. 1876 erhielt der Ort die Handels- und Hafenrechte. Die Ansiedlung wuchs zunächst um das Handelshaus des Thomas J. Thomsen, eines Norwegers aus Bergen und seiner Familie, herum, das allerdings 1914 niederbrannte.
Eine beträchtliche Verbesserung der Anbindung nach Blönduós ergab sich zunächst durch die Errichtung einer Brücke aus Stahl über die Blanda im Jahre 1897, welche im Jahre 1963 durch die erste große Spannbetonbrücke ersetzt wurde.
1976 errichtete man ein Denkmal zum Andenken an den Händler.
Bis 1914 war der Ort Teil der Landgemeinde Torfalækjarhreppur und wurde dann eine eigene Landgemeinde (isl. Blönduóshreppur). 1988 erhielt Blönduós den Status "kaupstaður", d. h. kreisfreie Stadt (isl. Blönduoskaupstaður). Im Juni 2002 wurde die Landgemeinde Engihlíðarhreppur mit Blönduós vereinigt.
Am 19. Februar 2022 wurde über den Zusammenschluss mit der Gemeinde Húnavatn abgestimmt. 
Die neue Gemeinde unter dem Namen Húnabyggð wurde zum 14. Mai 2022 gegründet, dem Tag der Gemeinderatswahlen.

## Wirtschaft und Dienstleistungen
Blönduós war seit seiner Entstehung am Ende des 19. Jahrhunderts Wirtschafts- und Dienstleistungszentrum der Region. Zu Beginn des 20. Jahrhunderts war der Hauptarbeitgeber neben dem Handelshaus eine Schlachterei, die die Landwirtschaftsprodukte der Gegend verarbeitete. Eine Molkerei entstand 1947. Trotz der Lage am Meer spielte wegen der schwierigen Hafenumstände die Fischerei hier nie eine Rolle. Allerdings wurden hier rund 30 Jahre lang Krabben verarbeitet. Zudem gab es eine Wollverarbeitung.
Schon 1931 wurde das erste Elektrizitätswerk am Ort gebaut.
Ab 1908 gab es eine Volksschule am Ort.
Heutzutage findet man in Blönduós Tankstellen, Geschäfte, Banken, eine Gesamtschule, eine Musikschule, Kindergärten, ein Krankenhaus, ein Seniorenheim sowie ein Sportzentrum mit Schwimmbad.
Auch ist der Ort Sitz des höchsten Verwaltungsbeamten der Region (Sýslumaður).
Dem Tourismus dienen Hotels und Gästehäuser, ein Zeltplatz und ein Auskunftsbüro. Besonders beliebt ist die Gegend wegen der zahlreichen Lachsflüsse bei Hobbyanglern.
Auch etliche kleinere Handwerks- und Verarbeitungsbetriebe findet man im Ort.
Der Ort wird mittels einer 14 km langen Leitung mit heißem Wasser für Heizung und Haushalte versorgt, die von Reykir við Reykjabraut 1977 bis hierher verlegt wurde.
Auf einem hohen Hügel südlich des Ortes befindet sich die örtliche Sendeanlage für Fernsehen u. ä.

## Verkehrsanbindung
In Blönduós kreuzen sich zwei größere Verbindungsstraßen, die um das ganze Land führende Ringstraße und die die nördliche Halbinsel Skagi querende Straße 74 nach Sauðárkrókur in der Gemeinde Skagafjörður.
Seit 1973 wird zudem südlich des Ortes ein Flugplatz unterhalten.

## Kirchen und Pfarrei

Die neue Pfarrkirche in Blönduós

Erst kurz vor der Wende vom 19. zum 20. Jahrhundert wurde die Kirche mit der evangelisch-lutherischen Pfarrei von Hjaltabakki nach Blönduós verlegt. 1895 geweiht, steht sie seit 1990 unter Denkmalschutz und ist seit 1997 Privateigentum.
Die neue Pfarrkirche (1982–1993) mit ihrem besonderen Stil, ein Entwurf des Architekten Maggi Jónsson, wird für ihre Akustik gerühmt und daher auch für Konzertaufführungen genutzt. In ihr befinden sich eine Altartafel von Jóhannes Sveinsson Kjarval, die Jesus mit seinen Jüngern in Emmaus zeigt, sowie ein Taufbecken von Ríkarður Jónsson.

## Sehenswürdigkeiten

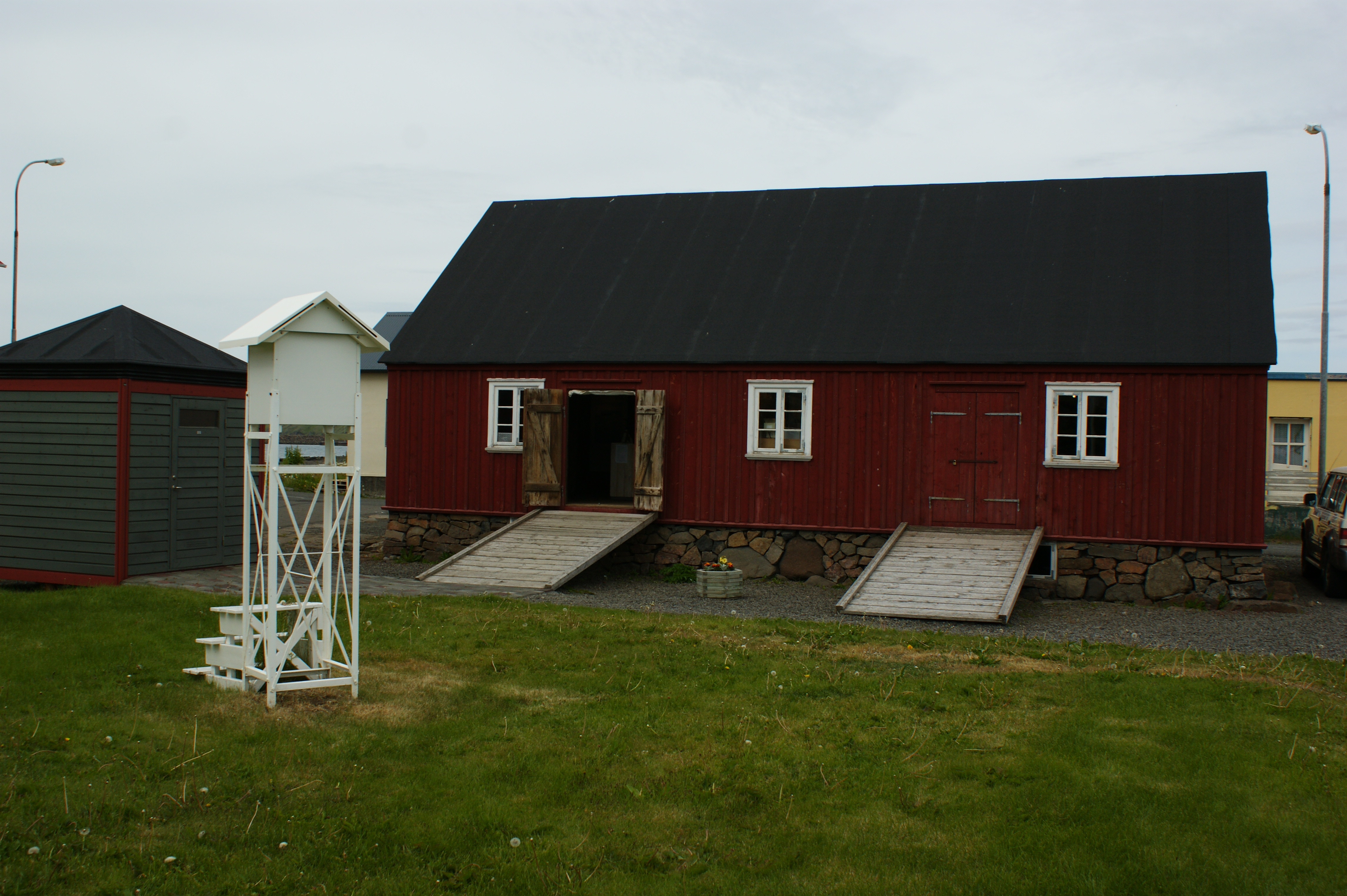
Das Sea Ice Exhibition Center

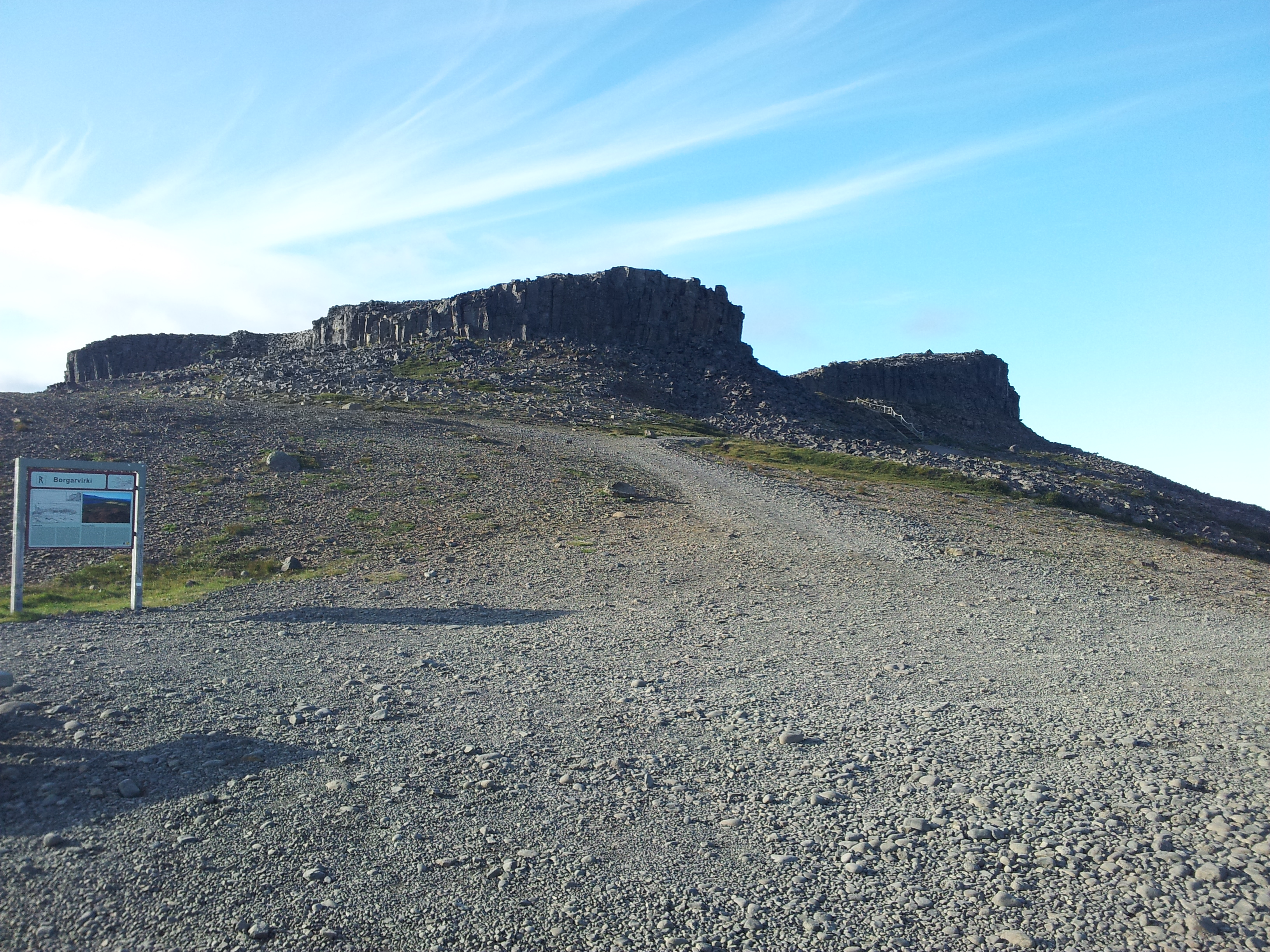
Borgarvirki

Das 1976 gegründete Kunsthandwerksmuseum (Heimilisiðnaðarsafn) zeigt u. a. die traditionelle Wollverarbeitung. Teile des Museums bestehen aus dem Nachlass der isländischen Frauenrechtlerin Halldóra Bjarnadóttir, die Lehrerin an der hier bis 1976 bestehenden Kvennaskólinn (Frauenschule) gewesen war. In der Nähe der ehemaligen Schule hatte im Zweiten Weltkrieg das britische Heer ein Lager.
Im Gebäude der alten Frauenschule befindet sich heute das Isländische Textilzentrum (Textílmiðstöð Íslands) und eine Künstlerresidenz (Ós Textíllistamiðstöð) sowie das privat betriebene Projekt Vatnsdæla. Ziel des Projektes ist es, die Vatnsdæla-Saga auf moderne Weise wiederzubeleben und dabei die alten Traditionen des Handwerks zu nutzen. Der Wandteppich wird knapp über 46 Meter lang sein. Von Juni bis einschließlich August können Besucher teil dieses Projektes werden und Teile der dargestellten Saga sticken. Der Name jeder Person, die das Projekt unterstützt, wird in einem Buch aufgenommen, das mit dem Wandteppich gehalten wird.
Ein Hafíssetrið (englisch Sea Ice Exhibition Center) im ältesten Haus des Ortes, dem Hillebrandshúsið, zeigt seit 2006 Informationen zum Thema Packeis und bzgl. dessen Einfluss auf die isländische Seefahrt.
Hrútey, eine kleine Insel, liegt direkt beim Ort im Fluss Blanda. Diese steht inzwischen unter Naturschutz und ist mit Bänken, Spazierwegen und Erklärungstafeln ausgestattet. Südwestlich von Blönduós sind in der Nähe des Gehöftes Þingeyrar, dessen Steinkirche 1878 eingeweiht wurde, auf dem 177 m hohen Berg Borgarás die Reste von Borgarvirki, der einzigen Burg Islands, erhalten. Sie wurde in verschiedenen Wikingersagas erwähnt und besteht aus einer Mulde von rund 40 m Durchmesser zwischen 2 und 5 m hohen Basaltfelsen, in der die Reste von zwei Langhäusern zu sehen sind. Die Anlage wurde 1949–1950 restauriert, doch ist bis heute nicht bekannt, wann genau sie gebaut wurde und wer ihren Bau in Auftrag gab.

## Angeln in der Region
Zahlreiche Lachsflüsse in der Region gehören zu den besten von Island. Dazu rechnen v. a. Blanda, Laxá á Ásum und Víðidalsá.

## Einwohnerentwicklung
Wie inzwischen in nur noch wenigen Gebieten Islands außer dem Südwesten rund um die Hauptstadt Reykjavík ist in Blönduós die Bevölkerungsentwicklung rückläufig (1997 bis 2006: −14,5 %). 2007 stieg die Einwohnerzahl wieder leicht an.
| Datum         | Einwohner |
| ------------- | --------- |
| 1. Dez. 1997: | 1.043     |
| 1. Dez. 2003: | 958       |
| 1. Dez. 2004: | 917       |
| 1. Dez. 2005: | 903       |
| 1. Dez. 2006: | 892       |
| 1. Dez. 2007: | 895       |

## Städtepartnerschaften
- Horsens, Dänemark
- Karlstad, Schweden
- Moss, Norwegen
- Nokia, Finnland

## Persönlichkeiten
- Eydís Evensen (* 1994), Pianistin und Komponistin
- Perla Ruth Albertsdóttir (* 1996), Handballspielerin